# Gevolmachtigd minister van Sint Maarten
De gevolmachtigd minister van Sint Maarten is, sinds Sint Maarten in 2010 een land werd binnen het Koninkrijk der Nederlanden, de vertegenwoordiger van Sint Maarten in de rijksministerraad.
De gevolmachtigd minister van Sint Maarten vormt samen met de Nederlandse Ministers, de gevolmachtigd minister van Aruba en de gevolmachtigd minister van Curaçao de Rijksministerraad. De Rijksministerraad neemt besluiten die het gehele koninkrijk aangaan en dus per rijkswet moeten worden geregeld. De gevolmachtigd minister vertegenwoordigt het belang van het land waar hij vandaan komt.
Een gevolmachtigd minister neemt deel aan de vergaderingen in de ministerraad van het koninkrijk als er Koninkrijksaangelegenheden aan de orde zijn die zijn land raken. Maakt hij tijdens een vergadering in de ministerraad dan wel tijdens een parlementaire behandeling bezwaar, dan volgt een nader overleg.
De functie van gevolmachtigd minister bestaat sinds 1954, toen de verhoudingen binnen het koninkrijk werden geregeld in het Statuut voor het Koninkrijk der Nederlanden. Voor 1954 werden de Nederlandse Antillen vertegenwoordigd door een algemeen vertegenwoordiger. Van 1954 tot 2010 werd Sint Maarten vertegenwoordigd door de gevolmachtigd minister van de Nederlandse Antillen.
Het Kabinet van de gevolmachtigde minister van Sint Maarten is gevestigd in Het Sint Maartenhuis aan de Bezuidenhoutseweg 93B in Den Haag. 

## Functionarissen
- Lijst van gevolmachtigd ministers van Sint Maarten